# Лжеантивирус
Лже́антиви́рус (псе́вдоантиви́рус, FakeAV) — компьютерная программа, которая имитирует удаление вредоносного программного обеспечения или сначала заражает, потом удаляет. К концу 2000-х годов значимость лжеантивирусов как угрозы персональным компьютерам повысилась, понизившись в июне 2011 года. В первую очередь появление лжеантивирусов связано с тем, что в США частично взяли под контроль индустрию spyware и adware, а UAC и антивирусы оставляют всё меньше шансов ПО, проникающему без ведома пользователя. Во-вторых, полноценных антивирусных программ стало настолько много, что сложно запомнить их все. Так, VirusTotal на 17 января 2021 года располагает 70 антивирусами.

## Описание и метод действия
Лжеантивирусы относятся к категории троянских программ, то есть пользователь сам проводит их через системы безопасности ОС и антивирусов. В отличие от «нигерийских писем» (которые играют на алчности и сострадании), фишинга и ложных лотерейных выигрышей, лжеантивирусы играют на страхе заражения системы. Встречаясь чаще всего под видом всплывающих окон веб-браузера, они якобы сканируют операционную систему пользователя и тут же выявляют в ней вирусы и другие вредоносные программы, чаще всего в больших количествах, чтобы вызвать панику у пользователя. Для наибольшей достоверности этот процесс также может сопровождаться внедрением одной или нескольких программ такого типа в систему путём обхода конфигурации, особенно если компьютер обладает минимальной и легкообходимой защитой. В итоге компьютер-жертва начинает выдавать сообщения о невозможности продолжения работы ввиду заражения, а лжеантивирус — упорно предлагать купить услугу или же разблокировать её, введя данные кредитной карты.
Самые первые лжеантивирусы возникли с развитием интернета и представляли собой лишь окна, имитирующие ОС (чаще всего — проводник Windows и рабочий стол интерфейса Windows XP) с присущими звуками при загрузке и нажатии кнопок. Такие окна легко убирались блокировщиками рекламы, например, Adblock Plus. Во второй половине 2000-х годов лжеантивирусы превратились в полноценные программы и стали выдавать себя за настоящие антивирусы при помощи использования агрессивной рекламы, ложных пользовательских отзывов или даже «отравления» поисковых результатов при вводе ключевых слов (в том числе по темам, не связанным с компьютерной безопасностью). Такие программы задумывались с названиями, похожими на названия настоящих антивирусов (например, Security Essentials 2010 вместо «Microsoft Security Essentials» или AntiVirus XP 2008 вместо «Norton AntiVirus») и работали по принципу прямого отправления денег распространителям — партнёрским сетям за каждую удачную инсталляцию.

### Статистика
В конце 2008 года обнаружено, что партнёрская сеть, распространявшая Antivirus XP 2008, получила за свою работу около 150 тыс. $. В 2010 году Google пришёл к заключению, что половина вредоносного ПО, проникающего через рекламу, — лжеантивирусы. В 2011 тот же Google исключил из поиска домен co.cc, дешёвый хостинг, на которых размещались в том числе и распространители псевдоантивирусов.

## Выгода для распространителя
Распространитель может получать прибыль от лжеантивируса разными путями.
- Обычное для вредоносной программы поведение: кража аккаунтов, блокировка ОС, эксплуатация вычислительной мощи компьютера и т. п.
- Программа может в «демонстрационном режиме» имитировать обнаружение вирусов и выдавать предупреждения о том, что ОС не защищена, а для исправления попросить зарегистрировать[16][17]. Чтобы была видимость заражения, лжеантивирус может устанавливать настоящие вирусы, а затем находить их, искусственно дестабилизировать ОС, изменяя критические настройки, и даже имитировать «синие экраны»[2].
- Лжеантивирус может просить деньги на псевдоблаготворительность[18].
- Антивирусная программа может быть самая настоящая (обычно основанная на ClamAV), однако её цена, как правило, выше, чем цены на аналоги. Продают лицензию обычно поквартально — чтобы сравнить цены, приходится вчитываться в условия и подключать арифметику.

## Простейшие признаки лжеантивируса

### Сайт-распространитель
- Лечение или демонстрация через веб[19]. Веб-браузеры устроены так, чтобы сайт вообще не имел доступа к лежащим на компьютере файлам. Потому лечение через веб невозможно, а службы антивирусной проверки наподобие VirusTotal не сканируют дисков, а требуют явной отправки подозрительного файла на проверку. А эффективность антивируса никак не коррелирует с красотой интерфейса.
- Большое количество несуществующих наград[19].
- Настоящий антивирус не может гарантировать «стопроцентное излечение». Вирус должен попасться «в диком виде», кто-то из интернет-активистов отсылает его антивирусным специалистам, те исследуют его — и только после этого вирус попадает в базу. На это нужно время.
- «Крючки» в лицензионном соглашении: либо это «развлекательная программа», либо оплата идёт за «техподдержку ClamAV»[19].
- Оплата через SMS. Легальные антивирусы предпочитают платёжные системы и банковские карты[19].

### Программа
- Маленький размер инсталлятора или нет фазы инсталляции[19]. У любого антивируса есть большая вирусная база: Dr. Web CureIt занимает более 200 мегабайт, аналогичная версия антивируса Касперского — около 150. У некоторых антивирусов (например, Avast) бывает миниатюрный интернет-инсталлятор, но тогда все эти мегабайты будут скачаны из интернета во время установки.
- Опознаётся другими антивирусами[19].
- Срабатывает на «чистой» ОС, установленной с нуля[19], обнаруживает не характерные для данной ОС вирусы (вирус, распространяющийся в Windows, выявляется для Linux). Но: пиратские версии ОС наверняка содержат взломщик, и нередко — зловреды в придачу.
- Окно UAC жёлтое (неподписанная программа), или синее, но владелец неверный (утёкший ключ). Написание антивируса — дело сложное и дорогое, и разработчики антивируса могут позволить собственный сертификат для программ — в отличие от мелкого ПО, чьи разработчики ищут, как дёшево сделать окно UAC синим.
- Если вы единственный администратор компьютера — программа, которую вы не устанавливали. Впрочем, утилиты поменьше, связанные с производительностью и безопасностью — например, утилиты для чистки реестра — иногда распространяются «в придачу».
- Уже простейшая функциональность платная, без всяких испытательных периодов и бесплатных версий[19]. Деньги просят за дополнительные функции: брандмауэр, резидентный монитор, оперативное обновление и т. д. И уж никакой антивирус не требует денег за устранение угрозы.
- Навязчивые сообщения о том, что компьютер уязвим или нужно купить программу — а чаще всего то и другое одновременно[19].
- Могут отсутствовать простейшие функции, присущие любой уважающей себя резидентной программе: временно остановить антивирус, деинсталлировать программу стандартными средствами ОС[19]. Может не быть и других настроек, присущих настоящему антивирусу (прокси-серверы, списки исключений)[19].